# Philipp Moog
Philipp Moog (Monaco di Baviera, 29 agosto 1961) è un attore e doppiatore tedesco.

## Filmografia
- La tamburina (The Little Drummer Girl), regia di George Roy Hill (1984)
- La clinica della Foresta Nera (un episodio, 1985)
- Il medico di campagna (un episodio, 1987)
- La casa del guardaboschi  (quattro episodi, 1989)
- Quella Trabant venuta dall'Est (1991)
- Lady Cop (un episodio, 1996)
- L'ispettore Derrick (16 episodi, 1987-1997)
- La nave dei sogni (un episodio, 2000)
- La nostra amica Robbie (un episodio, 2004)
- Rosamunde Pilcher (un episodio, 2005)
- Un caso per due (due episodi, 1997-2006)
- Sperling (sette episodi, 2001-2007)
- La clinica tra i monti (tre episodi, 2007-2009)
- Inga Lindström (un episodio, 2008)
- Siska (quattro episodi, 1999-2008)
- Un'altra occasione (2011)
- Il commissario Voss (diciassette episodi, 1987-2011)
- Hamburg Distretto 21 - (un episodio, 2011)
- Squadra Speciale Vienna (due episodi, 2009-2013)
- Squadra Speciale Cobra 11 (due episodi, 2008-2013)
- Tatort (cinque episodi, 2001-2014)
- SOKO München (cinque episodi, 2002-2015)
- Squadra Speciale Colonia (due episodi, 2007-2017)
- Polizeiruf 110 (due episodi -2011-2017)
- Il commissario Lanz (un episodio, 2017)

## Doppiaggio
- Fullbody in One Piece
- Thomas Jane in The Expanse